# Сузана Стојановић
Сузана Стојановић је српска уметница и ауторка.

## Биографија
Рођена је 18. априла 1969. у Врању. Од своје четврте године је почела да чита и слика. Рани период њеног уметничког стваралаштва траје до 1988. године. У том периоду се опробала у различитим областима и оставила за собом стотине уметничких радова. Почела је да слика уље на платну када је имала једанаест година. Учествовала је на групним изложбама и у раду ликовних колонија. Добитница је многобројних престижних награда међу којима је „Седмосептембарска награда града Врања”, друштвеног признања за изузетне резултате у категорији образовања и васпитања и за бројне награде освојене у области ликовног, музичког и литерарног стваралаштва. Завршила је средњу математичко-техничку школу, информатички смер и учествовала је на такмичењима из математике, физике и књижевности са запаженим резултатима. Изучавала је астрономију, паралелно са средњом школом је завршила и средњу музичку школу, одсек виолина и упоредни клавир. Учествовала је на музичким такмичењима, фестивалима и свечаностима. Са петнаест година је компоновала и своје прве композиције. Након средњошколског образовања је усавршавала свирање на клавиру и студирала је српски језик и књижевност на Филозофском факултету Универзитета у Нишу. Тринаест година паузе сликања је обележила серијом „Магијски свет коња” која је, поред осталих дела са мотивом арапских коња, представљена на соло изложбама у галерији „Мадам” у Панчеву 2001, галерији Народног универзитета у Врању 2002, галерији Културног центра Владичин Хан 2002, галерији „СКУТ” у Нишу 2003. и другима, највећа је била галерији „Геца Кон” у Београду 2002. Њени радови се налазе у приватним и јавним колекцијама у Америци, Швајцарској, Италији, Данској, Србији, Хрватској, Црној Гори, Словенији и Северној Македонији. Аутор је књиге „Структура и значење пограничних приповедака Илије Вукићевића” 2010. и многих књижевно-уметничких и филозофских текстова, кратких прича, сатира, есеја и песама. Њена проза је објављена у репрезентативним интернационалним књижевним часописима, магазинима и журналима међу којима су Cardinal Sins 2021, Your Impossible Voice 2022, Fiction International 2022. и други. Говори енглески и македонски језик. Тренутно ради на новом циклусу слика „Тајни вртови” заснованом на средњевековним мотивима, слика коње и изучава анатомију коња и ради на изради нових књига и илустрација.